# سردان اورسویچ
سردان اورسویچ (سیریلیک صربی: Cpђaн Уpoшeвић) متولد ۳۰ آوریل ۱۹۸۴ یک بازیکن فوتبال اهل صربستان است. نام کوچک او در رسانه‌های ایران به اشتباه سان‌جان خوانده می‌شد.

## دوران حرفه‌ای

### استقلال
اورسویچ در ۱۶ مرداد ۱۳۸۶ به استقلال پیوست و این تیم را در فصل ۸۷–۱۳۸۶ همراهی کرد اما بعد از انجام تنها ۹ بازی، ۸ بازی در لیگ برتر و ۱ بازی در جام حذفی از استقلال جدا شد.